# Hawkeye
Hawkeye ("Mắt Diều Hâu", tên thật là Clinton Francis Barton và thường được gọi là Clint Barton) là một nhân vật siêu anh hùng hư cấu xuất hiện trong truyện tranh của Mỹ, được xuất bản bởi Marvel Comics. Nhân vật được tạo bởi Stan Lee và Don Heck,  xuất hiện lần đầu với vai trò là nhân vật phản diện trong Tales of Suspense #57 (tháng 9 năm 1964), sau đó gia nhập nhóm Avengers trong The Avengers #16 (tháng 5 năm 1965). Anh ấy đã trở thành một thành viên nổi bật của một số đội Avengers, thành lậpWest Coast Avengers, kết hôn một thời gian ngắn và sau đó ly hôn với Bobbi Morse / Mockingbird, nhận bí danh Ronin sau khi anh ta chết và sống lại trước khi người học việc Kate Bishop làm người kế nhiệm anh ta là Hawkeye. Anh xếp thứ hạng #44 trong danh sách Top 100 Comic Book Heroes của IGN.
Hawkeye do Jeremy Renner thủ vai và xuất hiện trong các bộ phim như Thor (2011), The Avengers (2012), Avengers: Age of Ultron (2015) và Captain America: Civil War (2016), Avengers: Endgame (2019)

## Kỹ năng và khả năng
Trong khi Clint Barton không có siêu năng lực nào (ngoại trừ khoảng thời gian sử dụng hạt Pym làm Goliath), nhưng anh ta đang ở đỉnh cao của khả năng điều hòa của con người. Anh là một tay đua cừ khôi, nhào lộn và thiện xạ, được huấn luyện từ nhỏ trong rạp xiếc và bởi bọn tội phạm Trick Shot và Swordsman. Điều này bao gồm sức mạnh đáng kể, khi một nhân viên của Cross Technological Enterprises phát hiện ra khi anh ta cố gắng sử dụng cây cung nặng 250 pound (1.100 tấn) của siêu anh hùng và nhận thấy rằng anh ta không thể rút lại sợi dây để phóng một mũi tên. 
Hawkeye cũng đã được Captain America huấn luyện kỹ lưỡng về chiến thuật, võ thuật và chiến đấu tay đôi. Hawkeye vượt trội trong việc sử dụng vũ khí tầm xa, đặc biệt là cung tên và mang theo một chiếc rung có chứa một số "mũi tên lừa" tùy chỉnh. Với tư cách là Ronin, anh ấy thể hiện sự thành thạo tuyệt vời với thanh katana và các loại vũ khí cận chiến khác . Anh ta đã nổi tiếng vì có thể "biến bất kỳ vật thể nào thành vũ khí", và đã được nhìn thấy sử dụng các vật phẩm như đĩa thiếc, đồng xu, gậy và các mảnh vỡ khác để chống lại kẻ thù của mình.
Hawkeye cũng được biết là sử dụng "Sky-Cycle" làm phương tiện di chuyển của mình. Sky-Cycle được mô phỏng theo một chiếc xe trượt tuyết thương mại và được trang bị công nghệ chống hấp dẫn. Nó được vận hành bằng giọng nói và có hệ thống lái tự động điều khiển. Sky-Cycle ban đầu được Jorge Latham chế tạo riêng cho Hawkeye trong khi được Cross Technological Enterprises thuê.  Latham sau đó được biên chế bởi West Coast Avengers và đóng thêm một số chiếc nữa.

## Trên các phương tiện truyền thông khác

### Truyền hình
- Clint Barton / Hawkeye xuất hiện trong loạt phim hoạt hình The Marvel Super Heroes, do Chris Wiggins lồng tiếng.
- Clint Barton / Hawkeye xuất hiện trong loạt phim hoạt hình Iron Man, do John Reilly lồng tiếng.  Phiên bản này là một thành viên của Force Works .
- Clint Barton / Goliath xuất hiện ngắn ngủi trong tập phim hoạt hình Fantastic Four "To Battle the Living Planet".
- Clint Barton / Hawkeye xuất hiện trong loạt phim hoạt hình The Avengers: United They Stand, do Tony Daniels lồng tiếng. Phiên bản này là một thành viên của Avengers.
- Clint Barton / Hawkeye xuất hiện trong loạt phim hoạt hình The Super Hero Squad Show , được lồng tiếng bởi Adrian Pasdar.
- Clint Barton / Hawkeye xuất hiện trong loạt phim hoạt hình The Avengers: Earth's Mightiest Heroes, do Chris Cox lồng tiếng. Phiên bản này ban đầu là thành viên của SHIELD trước khi gia nhập Avengers.
- Một phiên bản trẻ hơn của Clint Barton / Hawkeye xuất hiện trong loạt phim hoạt hình Iron Man: Armored Adventures, do Andrew Francis lồng tiếng. Phiên bản này ban đầu là một dịch giả tự do trước khi gia nhập SHIELD.
- Clint Barton / Hawkeye xuất hiện trong loạt phim hoạt hình Ultimate Spider-Man, do Troy Baker lồng tiếng. Phiên bản này là một thành viên của Avengers.
- Clint Barton / Hawkeye xuất hiện trong loạt phim truyền hình Avengers Assemble, do Troy Baker lồng tiếng một lần nữa. Phiên bản này là một thành viên của Avengers.
- Clint Barton / Hawkeye xuất hiện trong loạt phim hoạt hình Marvel Disk Wars: The Avengers, do Eiji Takemoto lồng tiếng.
- Clint Barton / Hawkeye xuất hiện trong loạt phim hoạt hình Guardians of the Galaxy, do Troy Baker lồng tiếng một lần nữa. Phiên bản này là một thành viên của Avengers.
- Clint Barton / Hawkeye xuất hiện trong loạt anime Marvel Future Avengers, được lồng tiếng bởi Kiyoshi Katsunuma bằng tiếng Nhật và Christopher Corey Smith bằng tiếng Anh.

### Phim
- Clint Barton / Hawkeye và con trai Francis Barton cùng xuất hiện trong bộ phim hoạt hình Next Avengers: Heroes of Tomorrow.
- Clint Barton / Hawkeye xuất hiện trong phim hoạt hình Iron Man: Rise of Technovore, một lần nữa do Troy Baker lồng tiếng.
- Clint Barton / Hawkeye xuất hiện trong phim hoạt hình Avengers Confidential: Black Widow & Punisher, được lồng tiếng bởi Matthew Mercer chưa được công nhận.
- Clint Barton / Hawkeye xuất hiện trong bộ phim hoạt hình đặc biệt Lego Marvel Super Heroes: Avengers Reassembled, do Troy Baker lồng tiếng.

### Vũ trụ điện ảnh Marvel

Jeremy Renner vào vai Clint Barton / Hawkeye trong The Avengers.

Jeremy Renner đóng vai Clint Barton / Hawkeye trong các bộ phim live-action Vũ trụ Điện ảnh Marvel Thor (2011), The Avengers (2012), Avengers: Age of Ultron (2015), Captain America: Civil War (2016) và Avengers: Endgame (2019), cũng như loạt phim truyền hình live-action Hawkeye của Disney+. Ngoài ra, Renner lồng tiếng cho các phiên bản dòng thời gian thay thế trong loạt phim hoạt hình Disney+ What If ...?. 

### Trò chơi điện tử
- Clint Barton / Hawkeye xuất hiện như một nhân vật điều khiển được trong Spider-Man: The Video Game.
- Clint Barton / Hawkeye xuất hiện như một nhân vật điều khiển được trong Captain America và Avengers.
- Clint Barton / Hawkeye xuất hiện với tư cách nhân vật hỗ trợ trong Venom / Spider-Man: Sepilities Anxiety.
- Bản sao xấu xa của Clint Barton / Hawkeye đã xuất hiện trong Marvel Super Heroes In War of the Gems.
- Clint Barton / Hawkeye xuất hiện như một nhân vật điều khiển được trong phiên bản PSP của Marvel: Ultimate Alliance, do Nolan North lồng tiếng.  Anh cũng xuất hiện trong phiên bản "Heroes and Villains" có thể tải xuống cho Xbox 360 .
- Clint Barton / Hawkeye xuất hiện như một nhân vật điều khiển được trong Ultimate Marvel vs. Capcom 3 , do Chris Cox lồng tiếng .  Ngoài ra, danh tính Ronin của anh ấy xuất hiện dưới dạng trang phục thay thế.
- Clint Barton / Hawkeye xuất hiện như một nhân vật điều khiển được trong Marvel Super Hero Squad Online , do Sam Riegel lồng tiếng.
- Clint Barton / Hawkeye xuất hiện như một nhân vật điều khiển được trong trò chơi Facebook Marvel: Avengers Alliance.
- Clint Barton / Hawkeye xuất hiện như một nhân vật điều khiển được trong trò chơi chiến đấu năm 2012 Marvel Avengers: Battle for Earth, do Troy Baker lồng tiếng . [ cần dẫn nguồn ]
- Clint Barton / Hawkeye có sẵn dưới dạng DLC cho LittleBigPlanet, như một phần của "Marvel Costume Kit 6".
- Clint Barton / Hawkeye xuất hiện như một nhân vật điều khiển được trong MMORPG Marvel Heroes , do Chris Cox lồng tiếng một lần nữa.  Ngoài ra, danh tính Ronin của anh ấy xuất hiện dưới dạng trang phục thay thế.
- Clint Barton / Hawkeye xuất hiện như một nhân vật điều khiển được trong Lego Marvel Super Heroes ,  được lồng tiếng một lần nữa bởi Troy Baker.
- Clint Barton, trong vai Hawkeye và Ronin, xuất hiện như một nhân vật điều khiển được trong trò chơi iOS Marvel: Contest of Champions.
- Clint Barton / Hawkeye xuất hiện như một nhân vật điều khiển được trong Marvel Avengers Alliance Tactics.
- Clint Barton / Hawkeye xuất hiện trong Disney Infinity: Marvel Super Heroes và Disney Infinity 3.0 , được lồng tiếng lại bởi Troy Baker.
- Clint Barton / Hawkeye / Ronin, xuất hiện như một nhân vật điều khiển được trong Marvel: Future Fight.
- Clint Barton / Hawkeye xuất hiện như một nhân vật điều khiển được trong Lego Marvel's Avengers, do Jeremy Renner lồng tiếng.
- Một phiên bản tuổi teen của Clint Barton / Hawkeye xuất hiện trong Marvel Avengers Academy, do Gus Sorola lồng tiếng.
- Năm phiên bản của Clint Barton / Hawkeye xuất hiện dưới dạng các nhân vật điều khiển được trong Marvel Puzzle Quest.
- Clint Barton / Hawkeye xuất hiện như một nhân vật điều khiển được trong Marvel vs. Capcom: Infinite , được lồng tiếng lại bởi Chris Cox.
- Clint Barton / Hawkeye xuất hiện như một nhân vật điều khiển được trong Marvel Powers United VR , do Chris Cox lồng tiếng một lần nữa.
- Clint Barton / Hawkeye xuất hiện như một nhân vật điều khiển được trong Lego Marvel Superheroes 2 , do Dar Dash lồng tiếng.
- Clint Barton / Hawkeye xuất hiện như một nhân vật điều khiển được trong Marvel Ultimate Alliance 3: The Black Order, do Chris Cox lồng tiếng một lần nữa.
- Clint Barton / Hawkeye xuất hiện như một nhân vật DLC điều khiển được trong Marvel's Avengers, do Giacomo Gionniotti lồng tiếng .

### Nhà hát
Clint Barton / Hawkeye xuất hiện trong Marvel Universe: LIVE! sân khấu chương trình. Phiên bản này là một thành viên của Avengers .

### Podcast
Old Man Hawkeye xuất hiện trong podcast Marvel's Wastelanders: Old Man Hawkeye, do Stephen Lang lồng tiếng.